# رود کولپ
رود کولپ (انگلیسی: Kolp) یک رودخانه در استان لنینگراد کشور روسیه است.